# Oscar – Vom Regen in die Traufe
Oscar – Vom Regen in die Traufe ist eine US-amerikanische Filmkomödie von John Landis aus dem Jahr 1991 mit Sylvester Stallone in der Hauptrolle. Die Koproduktion von Touchstone Pictures und Silver Screen Partners IV basiert auf der französischen Originalverfilmung Oscar mit Louis de Funès nach dem gleichnamigen Bühnenstück von Claude Magnier.

## Handlung
Die Komödie spielt in den 1930er Jahren, der Zeit der Alkoholprohibition. Der Gangster Angelo „Snaps“ Provolone verspricht seinem Vater Eduardo am Sterbebett, seine Mafia-Geschäfte aufzugeben und ein ehrlicher Geschäftsmann zu werden. Dies stellt sich jedoch als nicht so einfach heraus.
Der Großteil der Filmhandlung spielt sich an Angelo Provolones erstem Tag als ehrlicher Mensch ab, in dessen Verlauf er in ein hektisches Verwechslungs- und Verwirrspiel gerät. Das selbst auferlegte Verbot, Probleme und Herausforderungen mit seinen bewährten Mafiamethoden zu lösen, überfordert ihn zunehmend; nicht zuletzt weil er seine Handlanger Aldo und Connie regelmäßig von Gewaltanwendung abhalten muss.
Der hektische Tag beginnt damit, dass Angelos Buchhalter Anthony ihm eine massive Gehaltserhöhung ab erpresst, mit der Androhung, sich von Angelos Konkurrenten anstellen zu lassen. Als Angelo zähneknirschend in die Gehaltserhöhung einstimmt, bittet Anthony ihn überraschend um die Hand seiner Tochter, in die er sich verliebt habe. Er gesteht Angelo außerdem, dass er aus Angelos Schmugglereinnahmen eine große Summe für sich abgezweigt hat und dass er bereits mit Angelos Tochter geschlafen habe. Angelo, der noch am Tag zuvor Antohny dafür sofort erschießen lassen hätte, ist durch seine Abwendung von Gewalt mit der Situation komplett überfordert und jagt Anthony aus dem Haus.
Sofort stürmt Angelo in das Zimmer seiner Tochter Lisa und stellt sie wegen ihrer Affäre zur Rede. Da er in seiner Wut nur abfällige Bezeichnungen für Anthony gebraucht, fällt dessen Name in dem Gespräch jedoch kein einziges Mal. Lisa gesteht ihrem Vater zwar, dass sie eine Affäre hat, jedoch ebenfalls, ohne den Namen ihres Liebhabers zu nennen. Angelo verlangt von Lisa, dass sie in die Ehe, die er für sie mit dem Millionären Bruce Anderwoods arrangiert hat, eingeht.
In ihrem Kummer vertraut sich Lisa dem Hausmädchen Nora an. Nora rät Lisa, ihren Eltern vorzutäuschen, dass sie von ihrem Liebhaber schwanger ist, damit diese in die Ehe mit ihm einwilligen. Nora verfolgt dabei das heimliche Ziel, das Ehearrangement mit Lisa und Bruce Anderwoods zu sabotieren, da der Millionär und das Hausmädchen sich kurz zuvor ineinander verliebt hatten.
Im Laufe des Morgens klingelt eine fremde Frau an der Haustür, die sich als Theresa vorstellt. Sie gesteht Angelo, dass sie Anthony gegenüber behauptet habe, sie sei Angelos Tochter. Anthony, der von ihrer Lüge noch nichts weiß, habe deshalb um Theresas Hand anhalten wollen und nicht um die von Angelos wirklicher Tochter Lisa. Tatsächlich hatte Anthony im Gesptäch mit Angelo den Namen seiner Geliebten nicht genannt. Daraufhin stellt sich für Angelo die Frage, wer der Vater von Lisas ungeborenem Kind ist, die ihm kurz zuvor, wie von Nora geraten, eine Schwangerschaft vorgetäuscht hatte.
Für Angelos streng katholische Frau Sofia ist die außereheliche Schwangerschaft von Lisa eine Katastrophe. Angelo bringt Lisa dazu zuzugeben, dass das Kind von dem Chauffeur Oscar sei, den Angelo vor einiger Zeit gefeuert hat. Sofia drängt Angelo dazu, sofort Oscar ausfindig zu machen, damit Lisa ihn heiraten kann und so bei Gott nicht mehr in Ungnade steht. Als Angelo erfährt, dass sich Oscar mit der Armee in Übersee befindet, verlangt Sofia, dass Angelo für Lisa irgendeinen Mann auftreibt, damit sie nicht unverheiratet Mutter wird.
Angelo erzählt Anthony, dass Theresa schwanger sei, ohne ihm zu verraten, dass Theresa nicht seine Tochter ist. Er überzeugt Anthony, ihm die abgezweigten Schmugglereinnahmen als finanzielle Absicherung für Theresa anzuvertrauen. Angelo unterschreibt eine Erklärung, seiner Tochter bei ihrer Heirat das Geld auszuhändigen. Im Gegenzug bestätigt Anthony, dass er der Vater vom Kind von Angelos Tochter ist. Während den ganzen Verhandlungen lässt Angelo Anthony glauben, dass von Theresa die Rede sei. Die Dokumente sind aber so formuliert, dass Angelos Tochter nicht namentlich genannt wird und sie sich tatsächlich auf Lisa beziehen.
Als Theresa Anthony anschließend offenbart, dass sie nicht Angelos Tochter ist und auch nicht schwanger sei, verlangt Anthony von Angelo die Schmuggeleinnahmen zurück. Doch mit der schriftlichen Erklärung, dass Anthony der Vater von Lisas Kind ist, will nun Angelo Anthony zwingen, Lisa zu heiraten. Er verleiht der Forderung Nachdruck, indem er die beiden mittlerweile eingetroffenen Schneider als Auftragskiller ausgibt, die er auf Anthony ansetzen will, falls er sich weigern sollte. Schon beim ersten Treffen von Lisa und Anthony geraten diese nach wenigen Worten in einen heftigen Streit. Als Anthony aus dem Haus stürmen will, begegnet er dem soeben eingetroffenen Sprachcoach Dr. Poole, der Angelo Rhetorikunterricht gibt. Anthony überzeugt Lisa davon, dass sie besser den ledigen Dr. Poole heiraten solle.
Angelo will Dr. Poole nun dazu bringen, sich zur Heirat mit Lisa bereit zu erklären. Er verspricht ihm die 50'000 Dollar, die er von Angelo beim Unterzeichnen der Vaterschaftserklärung zurückerhalten hat. Nora, die mittlerweile gekündigt hat, um Bruce Anderwoods zu heiraten, platzt in ihr Gespräch um sich ihren letzten Lohn abzuholen. Dabei  verwechselt sie versehentlich die Tasche mit ihrer Unterwäsche mit der Tasche, die das Geld in Form von Juwelen enthält. Als Angelo später die Juwelen schwungvoll vor Dr. Poole auf den Tisch schütten will, befindet sich in der Tasche nur Noras Unterwäsche.
Zwischenzeitlich zweigt Anthony weitere 50'000 Dollar von Angelos Konten ab und bringt diese in einer dritten, identischen Tasche in Angelos Villa. Im weiteren Verlauf des Films wechseln die drei Taschen mehrmals den Besitz zwischen Angelo, Anthony, Nora, Dr. Poole, Aldo, Connie und der Polizei. Wobei jeder versucht, den Anderen die Unterwäsche zuzuspielen und dafür das Geld und die Juwelen für sich zu bekommen. Lediglich Nora will jeweils nur ihre Unterwäsche zurück.
Gegen Mittag hat Angelos Frau ein neues Hausmädchen namens Roxane zum Vorstellungsgespräch eingeladen. Angelo erkennt in Roxane seine frühere Geliebte, die ihm eröffnet, dass sie von ihm schwanger geworden war. Angelo erfährt, dass er eine nun bereits erwachsene Tochter hat und dass er somit tatsächlich der Vater von Theresa ist.
Weder die Polizei noch konkurrierende Mafiabanden glauben an Angelo Provolones Wende zu einem ehrlichen Leben und machen weiterhin Jagd auf ihn.
Die Vorstandsmitglieder einer großen Bank, bei der Angelo sich als Teilhaber einkaufen will, haben es darauf abgesehen, ihn zu betrügen, wohlwissend, dass er sich nicht mehr mit kriminellen Mitteln wehren wird. Die Polizei beobachtet das Treffen, verwechselt die Banker mit einer Mafiabande und denkt, Angelo will sich mit anderen Verbrechern verbünden. Kurz vor Angelos Verhaftung wird er von Nora gerettet, die unwissentlich ein letztes Mal die Tasche mit den Schmuggeleinnamhen mit ihrer Unterwäsche vertauscht. Angelo ist deshalb selber überrascht, als die Polizei kein Geld findet, sondern vor den Kameras der Reporter nur Unterwäsche zum Vorschein kommt.
Am Ende eines turbulenten und ereignisreichen Tages beschließt Angelo, der Ehrlichkeit und der damit verbundenen Probleme überdrüssig, ein Gangster zu bleiben. Beeindruckt von Anthonys krimineller Energie, willigt Angelo in die Ehe zwischen ihm und Theresa ein.
Der Film endet mit der Doppelhochzeit von Anthony und Theresa, und von Lisa und Dr. Poole, in den sie sich im Verlaufe des Tages verliebt hat. Den in diesem Moment auftauchenden Oscar, der gegen die Ehe Einspruch erheben will, lässt Angelo aus der Kirche werfen.

## Kritiken
Das Lexikon des internationalen Films schrieb, der Film sei eine „Verwechslungskomödie, die mit Tempo, treffsicheren Dialogen und guten Darstellern erfolgreich an die Tradition klassischer Screwball-Comedies“ anknüpfe.
Kathleen Maher schrieb im Austin Chronicle am 10. Mai 1991, Stallone versuche mit seinen Komödien Anfang der 1990er Jahre Rocky/Rambo zu töten, und es sei ihm mit Oscar gelungen. Stallone habe schon früher einen aufkeimenden Sinn für Humor bewiesen und in diesem Film die Möglichkeit erhalten, ihn aufblühen zu lassen. Sie bewertet den Film mit drei von fünf Sternen.
Das Time Out Film Guide 13 schrieb, Stallone sei der Rolle nicht gewachsen. Einzig Tim Curry als Dr. Poole sowie Harry Shearer und Martin Ferrero als die Finucci-Brüder würden dem Film Leben einhauchen. Landis habe die französische Verwechslungskomödie zwar mit militärischer Präzision in das Amerika der Prohibitionszeit gebracht, es fehle dem Stück jedoch jegliche Erotik.
Die Fernsehzeitschrift TV Spielfilm resümierte, der Film sei „opulent, aber keine Konkurrenz für Funès“.
Prisma befand: „Stallone setzt in seiner ersten komischen Rolle zwar ganz andere Akzente als de Funès, doch die sind nicht unbedingt schlecht. Als grober Klotz tappst er mit mühsam erkämpfter Beherrschung durch das Kuddelmuddel, wo de Funès hemmungslos den Tobsüchtigen spielen konnte. Der liebevoll ausgestattete Film funktioniert als Verwechslungskomödie jedenfalls ausgezeichnet.“

## Auszeichnungen
Der Film war 1992 in den Kategorien Schlechtester Hauptdarsteller (Sylvester Stallone), Schlechtester Regisseur (John Landis) und Schlechteste Nebendarstellerin (Marisa Tomei) für eine Goldene Himbeere nominiert.